# Notoxus photus
Notoxus photus är en skalbaggsart som beskrevs av Chandler 1978. Notoxus photus ingår i släktet Notoxus och familjen kvickbaggar. Inga underarter finns listade i Catalogue of Life.